# Табанан
Таба́нан — район (кечаматан — индон. kecamatan) в составе округа одноимённого округа индонезийской провинции провинции Бали. Является административным центром округа.

## Административное деление
В состав района Табанан входят 12 деревень (англ. desa) — административных единиц низшего уровня:: Бонан, Буахан, Ванасари, Дуах-Пекен, Даджан-Пекен, Делод-Пекен, Дебантас, Губуг, Сесандан, Субамиа, Судимара, Тунджук.

## Демография

### Население
Согласно переписи населения 2010 года, население района составило 70 526 человек. Согласно оценке 2017 года, население могло достигнуть 73 443 человека. Согласно оценке 2021 года, население составляло 73 758 человек.

### Религия
Согласно информации Министерства внутренних дел Индонезии, большинство жителей района, 84,59 %, исповедовали индуизм. Ислам исповедовало 11,28 % населения, христианство — 2,48 % (1,73 % — протестантизм и 0,75 % — католичество), буддизм — 1,62 %, конфуцианство — 0,03 %.

## Образование
На 2016 год в районе было 34 детских сада, 46 начальных школ, 8 средних школ, 5 трёхлетних школ вторичного образования (индон. Sekolah Menengah Atas), 10 профессиональных средних школ, а также 3 высших учебных заведения.